# ラヴスナイパー
ラヴスナイパーは、東京を中心に活動する4人組情熱系哀愁ロック・バンド。
結成は1997年で、ライブや熱唱オンエアバトルなど幅広く活動。第2回チャンピオン大会はファイナルまで駒を進めた。2009年10月9日解散。

## メンバー
- 工藤孝之（ボーカル&ギター）
- 安本竜一郎（ギター）Love∞limited 中野 隆司とSOPHIA黒柳 能生 の呼びかけで結成されたバンド「THE★裏ワザ」にもギタリストとして参加中。　Gt.石井真之、Gt.安本竜一郎、Dr.高仁範が中野の呼びかけで参加。活動開始。
- 中西道彦（ベース&コーラス）いきものがかりのシングル、「WE DO」に、サポートベーシストととして参加。
- 白川玄大（ドラム）現在、クレイジーケンバンド 、ミラクルチンパンジーのメンバーとして活動。

サポートドラマーとしても多数参加。
元メンバー
- 大河内'プリティ'俊一（ドラム）(2006年9月15日脱退)

## 結成から現在に至るまで
1997年、大学の音楽サークルにて工藤 (Vo.)によって結成される。2001年に工藤の高校時代からの親友である安本 (Gt.)が、2002年に大学時代のサークル仲間であった大河内 (Dr.)が加入。2004年12月に自主レーベル『初音レコード』を設立し、翌年2月にインディーズデビューミニアルバム『早春譜』を全国発売。2005年4月以降西荻窪ターニングの代表として大きなイベントに立て続けに出演、各種メディアにも進出、活動の幅を全国へと広げる。そして、2005年の集大成として12月にセカンドミニアルバム『花』を全国発売。2006年1月のレコ発自主企画を皮切りに2ヶ月にわたる全国ツアーを敢行。そのツアーのファイナルとして3月11日に待望のワンマンライブを行い、チケットSOLD OUT、大盛況に終わる。8月からは3ヶ月連続カウントダウン自主企画を開催、その間に新メンバー白川玄大 (Dr.)を加え着実に実力をつけ、MTV、Gyaoにて放映されたオーディション番組『ライオンの穴』では5週勝ち抜き、見事キングライオンとなる。2006年12月9日に2度目のワンマンライブを開催、満員御礼の大盛況のまま幕を閉じる。2007年冬の充電期間に書き上げた50曲の中から厳選した5曲を待望の3rd mini albumとして2007年9月にリリース。
2008年にもワンマンライブを敢行、また自主企画の開催は21回を数える。代表曲である「五月雨」「スターダスト」のカラオケ配信もスタート。また年末には新ベーシストとして中西道彦を迎え入れ、2009年、新たなラヴスナイパーを全国に広めるべく、関東だけではなく3月には関西、4月には東北と、広くライブ活動を行っていく。 
強く心に残る哀愁メロディーを核としながらも、アッパーな曲でハッピーなノリも楽しめるライブを展開。最後には笑顔になって欲しいというメンバーの気持ちが強く感じられるライブパフォーマンスは一見の価値あり！

## 熱唱オンエアバトルの結果
| オンエア?                                     | 放送                                          | 重量(KB) | 順位   | 曲名         |
| --------------------------------------------- | --------------------------------------------- | -------- | ------ | ------------ |
| オンエア                                      | 40                                            | 377KB    | 5/10位 | 君に☆夢中    |
| オンエア                                      | 49                                            | 429KB    | 2/10位 | アカネノソラ |
| オンエア                                      | 52                                            | 361KB    | 2/10位 | 虹色         |
| 第2回チャンピオン大会 セミファイナルAブロック | 第2回チャンピオン大会 セミファイナルAブロック | 397KB    | 3/10位 | 五月雨       |
| 第2回チャンピオン大会 ファイナル              | 第2回チャンピオン大会 ファイナル              | 758KB    | 6/10位 | ナツコイ     |